# مهر موریتانی
مهر جمهوری اسلامی موریتانی  نشان ملی بر اساس پرچم ملی موریتانی است که به‌طور رسمی در ۱۵ اوت ۲۰۱۷ به تصویب رسید.
این شامل نشان‌های قرمز، سبز و طلایی است. رنگ سبز نماد اسلام، دین اصلی و رسمی در کشور، طلا نشان دهنده شن‌های صحرای صحرا و رنگ قرمز نشان دهنده خونریزی مردمی است که برای استقلال جنگیدند. ستاره و هلال نیز از نمادهای اسلام است. در لبه‌های آن به عربی و فرانسوی «جمهوری اسلامی موریتانی» نوشته شده است.

مهر پیشین موریتانی (۱ آوریل ۱۹۵۹–۲۸ نوامبر ۲۰۱۷).